# Christopher Alexander
Christopher Alexander (Viena, Estado Federal de Austria, 4 de octubre de 1936 - Binsted, Sussex, Inglaterra, 17 de marzo de 2022) fue un arquitecto y profesor universitario británico-estadounidense de origen austriaco, reconocido por sus diseños destacados de edificios en California, Japón y México. Partiendo de la premisa de que los usuarios de los espacios arquitectónicos saben más que los arquitectos sobre el tipo de edificios que necesitan, creó y validó (junto a Sarah Ishikawa y Murray Silverstein) el término lenguaje de patrón, un método estructurado que pone la arquitectura al alcance de personas no especializadas profesionalmente en la materia, y que popularizó en su libro A Pattern Language. Vivió en Inglaterra, donde fue contratista y arquitecto licenciado. Además, fue profesor emérito de la Universidad de California en Berkeley.

## Biografía
Creció en Inglaterra. Cursó sus estudios en la Universidad de Cambridge, donde obtuvo los títulos de máster en Matemática (1956) y licenciado en Arquitectura (1958). Con posterioridad se trasladó a Estados Unidos donde se doctoró en arquitectura (1963) en la Universidad de Harvard (el primer título PhD otorgado para la carrera de arquitectura en la Universidad). Tuvo como maestro a Serge Chermayeff, con el que colaboró después en algunas de sus obras.
Durante la misma época, trabajó en el MIT (en teoría de la transportación y ciencias de la computación) y en Harvard en cognición y estudios cognitivos. En 1963 se convirtió en profesor de arquitectura en la Universidad de Berkeley, donde ocupó varios cargos hasta el 2001: de 1965 a 1966 ocupó el cargo de profesor de investigación en humanidades; desde 1967 fundó y dirigió el Center for Environmental Structure, y desde 1970 fue profesor de arquitectura.
Fue reconocido como el padre del movimiento "pattern language" en ciencias de la computación. Adicionalmente, en 1996 fue elegido como miembro de la American Academy of Arts and Sciences por sus contribuciones a la arquitectura.

## Contribuciones teóricas a la arquitectura
Definió su pensamiento desde sus primeros textos, como Notes on the Synthesis of Form, (Ensayo sobre la síntesis de la forma) hasta el lema "Una Ciudad no es un árbol".  En su libro The Timeless Way of Building (El modo intemporal de construir), aboga por una arquitectura en íntima fusión con la Naturaleza y formula su teoría del pattern language (lenguaje de patrón), la cual ofrece una serie de fórmulas para que, a tenor de las propias necesidades individuales o culturales, cada miembro o grupo humano pueda construir su propia vivienda o conjunto habitable sin necesidad de arquitectos, que, en su propuesta, actuarían únicamente como una ayuda para la construcción.
En el mismo libro, afirma que el modo intemporal de construir es el que la gente ha usado durante miles de años, al construir sus propios edificios, dando lugar a poblaciones muy armónicas y bellas. Por eso, "partiendo de la base de que la vida es una realidad dinámico-temporal, prevé la permanente renovación del lenguaje de patrones, a fin de adaptarlos a las nuevas exigencias arquitectónicas de las futuras generaciones". En consecuencia, ha calificado a la Arquitectura moderna, con su control detallado y definido del proceso de construcción, como "ridícula" y "estrecha e inhumana, una psicosis pasajera en la historia de la creación del hombre".

### Un lenguaje de patrones
Profundizó su teoría del lenguaje de patrón en su libro A Pattern Language: Towns, Buildings, Construction, en el que describía un sistema práctico de arquitectura en una forma que un matemático teórico o un científico de la computación llamaría gramática generativa.
La inspiración del libro fueron las ciudades medievales: atractivas y armoniosas. Según los autores, tienen esas cualidades porque fueron construidas según regulaciones locales que requerían ciertas características, pero que permitían al arquitecto adaptarlas a situaciones particulares.
En el libro se suministran reglas e imágenes, y se recomienda que las decisiones sobre la construcción del edificio se tomen de acuerdo al ambiente preciso del proyecto. Se describen métodos exactos para construir diseños prácticos, seguros y atractivos a cualquier escala, desde regiones enteras hasta la simple perilla de una puerta. Un aspecto notable del libro es que el sistema arquitectónico mostrado consiste únicamente de patrones clásicos probados en el mundo real y reseñados por múltiples arquitectos por su practicidad y belleza.
Este método fue adoptado por la Universidad de Oregón, como es descrito en el libro The Oregon Experiment, y hasta ahora lo utiliza como método de planificación oficial. También ha sido adoptado en parte por varias ciudades como un código de construcción. La idea del lenguaje de patrón aparentemente es aplicable a cualquier tarea de ingeniería compleja, y de hecho ha sido aplicada en varias de ellas. También ha sido bastante influyente en el campo de la ingeniería de software.
Christopher Alexander da la siguiente definición de patrón:
“Cada patrón describe un problema que ocurre una y otra vez en nuestro entorno, para describir después el núcleo de la solución a ese problema, de tal manera que esa solución pueda ser usada más de un millón de veces sin hacerlo ni siquiera dos veces de la misma forma”.
Propone, así, un paradigma para la arquitectura basado en tres conceptos: la cualidad, la puerta y el camino.
- La Cualidad (la Cualidad Sin Nombre): la esencia de todas las cosas vivas y útiles que nos hacen sentir vivos, nos da satisfacción y mejora la condición humana.
- La Puerta: el mecanismo que nos permite alcanzar la calidad. Se manifiesta como un lenguaje común de patrones. La puerta es el conducto hacia la calidad.
- El Camino (El Camino Eterno): siguiendo el camino, se puede atravesar la puerta para llegar a la calidad.

## 15 Principios de Christopher Alexander
La obra de Alexander, Nature of Order, se caracteriza por una cualidad especial que él llamaba " la cualidad sin nombre", después llamada "totalidad". Esta cualidad se relaciona con los seres humanos e induce sentimientos de pertenencia al lugar y a la estructura. Esta cualidad se encuentra en la mayoría de los edificios históricos y espacios urbanos, y es precisamente lo que Alexander intenta capturar en sus sofisticadas teorías matemáticas de diseño. A continuación se presentan 15 propiedades estructurales fundamentales de la totalidad, que se ha identificado que son bastante recurrentes y determinan el carácter de los sistemas vivos:
- Niveles de Escala: la escala se refiere a la forma en que percibimos el tamaño de un elemento o espacio en relación con otras formas a su alrededor. Es la relación de los elementos más pequeños que determina el carácter y el grado de la vida del conjunto. Lo que se puede aplicar a nivel micro, se puede aplicar a nivel macro y es importante que los saltos entre diferentes escalas no sean demasiado grandes o demasiado pequeños.
- Centros Fuertes: en lugar de la visión tradicional de una geometría aislados en el espacio, un verdadero centro se define no solo por su cohesión interna, sino por su relación con el contexto. Un centro fuerte sólo puede ocurrir cuando otros centros lo están intensificando, es decir, de algo importante fluye todo lo demás.
- Límites: la articulación de una forma depende en gran medida de cómo sus superficies se definen y se encuentran en los bordes. Es una división, ya sea física o simbólica, que marca una separación entre lo que es posible realizar y lo que no lo es.
- Repetición Alternada: repetición de elementos recurrentes en una composición según su proximidad a la otra, y por las características visuales que comparten. Los elementos no tienen por qué ser perfectamente idénticos para agruparse de manera repetitiva, deben compartir simplemente un rasgo común.
- Espacio positivo: se refiere a espacio en forma. Cuando un elemento se produce en el espacio, el elemento no sólo existe con su propia forma, sino que también actúa para definir la forma del espacio alrededor de ella. Para que algo sea conjunto, tanto el elemento en sí y el espacio que lo rodea debe comprometerse el uno al otro, cada uno debe intensificar la otra.
- Buena Forma: la principal característica de identificación de la forma como resultado de la configuración específica de las superficies y los bordes. Una buena forma que ocurre cuando las superficies y los bordes de una forma tienen fuertes centros en cada parte de sí mismos, que sea placentero y claro.
- Simetrías Locales: distribución equilibrada de formas equivalentes o espacios alrededor de una línea o punto común, se puede organizar elementos en la arquitectura de dos maneras: toda una organización puede hacerse simétrica, o una condición simétrica pueden ocurrir en sólo una parte del edificio. El último caso es lo que nos referimos como la simetría local.
- Entrelazado Profundo: fortalece los centros de ambos lados, que se intensifican por el nuevo centro formado entre los dos. Como el Efecto Gatillo de Varela, un escritor escribe y al igual hace imágenes.
- Contrastes: es la diferencia entre opuestos que da a luz a algo. El contraste es lo que a menudo da a otros principios de su grado de la vida. El contraste fortalece centros por lo que cada uno es una entidad más profunda de sí mismo, y lo que da un significado más profundo a ambos.
- Variación Gradual: las cosas se organizan y varían en tamaño, espacio, intensidad y carácter. Una cualidad cambia lentamente, no de golpe, a través del espacio para convertirse en otro.
- Asperosidad:es la forma extraña, el espaciado irregular, el cambio en el patrón en la esquina. La percepción humana está acostumbrada a la regularidad y la perfección de producción masiva, un objeto con rugosidad es a menudo más preciso, puesto que se trata acerca de prestar atención a lo que más importa, dejando de lado lo que importa menos.
- Ecos: todos los diversos elementos de los que están hechos los centros más grandes tienen una cierta similitud de carácter. Hay profundas similitudes internas que unen a todos los elementos en diferentes escalas para formar una unidad cohesiva del ser.
- Vacío: los objetos o elementos que tienen la mayor profundidad, generan un área de profunda calma y la quietud. Un vacío delimitado y contrastado por centros intensos alrededor de ella, ofrece una calma, alivia el zumbido y fortalece el centro.
- Calma Interior: los seres vivos tienden a tener una simplicidad especial. Lo que hace la simplicidad es eliminar los agentes sin sentido de un elemento, lo que a menudo distraen y confunden su verdadera naturaleza. Cuando se hace esto, un objeto está en un estado de calma interior.
- No Separación: es el grado de conexión que tiene un elemento con todo lo que está a su alrededor. Una cosa que tiene esta cualidad se siente completamente en paz porque está tan profundamente interconectado con su mundo.[7]

## Obras representativas
- West Dean Visitors Centre (Sussex)
- Community Mental Health Center (California)
- Plan for Chikusadai (Nagoya)
- Campus de la New Eishin University (Tokyo)
- Agate Street dormitory (Oregon)
- Casa Sullivan (California)
- Casa Upham (California)
- Casa Martínez (California)
- El plan Shiratori (Nagoya)
- Julian Street Inn (California)
- El Sitio (Mexicali, B.C. México /en vinculación con UABC)

## Publicaciones
- Community and Privacy (En colaboración con Serge Chermayeff, 1963)
- Notes on the Synthesis of Form (1964)
- A city is not a tree (1965) La ciudad no es un árbol (versión castellana)
- Houses Generated by Patterns (En colaboración con Sanford Hirshen, Sara Ishikawa, Christie Coffin y Shlomo Angel, 1969)
- The Timeless Way of Building (vol I, 1979)
- A Pattern Language (vol II, 1977)
- The Oregon Experiment (vol III, 1975)
- The Linz Cafe (1981)
- The Production of Houses (1984)
- A New Theory of Urban Design (1984)
- A Foreshadowing of 21st Century Art (1992)
- The Mary Rose Museum (1994)
- The Nature of Order (Cuatro volúmenes, 1998)